# 末次信正
末次 信正（すえつぐ のぶまさ、1880年（明治13年）6月30日 - 1944年（昭和19年）12月29日）は、日本の海軍軍人、政治家。最終階級は海軍大将、従二位・勲一等。第1次近衛内閣の内務大臣。坊ノ岬沖海戦で戦死した末次信義海軍中佐は長男。

## 生涯
旧徳山藩士・末次操九郎の次男として山口県に生まれる。広島一中から海軍兵学校（27期）に進み、114名中50番で卒業した。卒業席次は平凡であったが、日露戦争に出征後、海軍最高学府である海軍大学校甲種学生（7期）を首席で卒業した。
1910年（明治43年）、海軍砲術学校教官となった末次は、艦の中心線上一列に主砲を装備し、一斉射撃の効率を高める独創案を無断で学生に伝授した。上官は黙殺したが、当時世界最高の海軍国であったイギリスが同様の思考で超弩級戦艦「オライオン」を建造したことで、末次の見識が認められた。
1914年（大正3年）に渡英。従軍武官として戦艦「アガメムノン」や巡洋戦艦「クイーン・メリー」に乗艦して第一次世界大戦の現場に臨み、ユトランド沖海戦についての報告書を作成している。
特に戦艦の変容と潜水艦の活用に関心を持ち、在英中に作成した「対米戦略論」では、潜水艇によるパナマ運河及びハワイの閉塞作戦に始まり、西太平洋での迎撃を想定した五段階の漸減戦略を構想している。

### 軍令部作戦課長・作戦部長
1919年（大正8年）の軍令部第一課長（作戦課長）となる。
1922年（大正11年）のワシントン軍縮会議では次席随員を務める。条約案に反対し、首席随員である加藤寛治と共に全権・加藤友三郎に抵抗したが、条約は締結された。
12月1日、慣例では少将が補職される軍令部第一班長（作戦部長）に大佐で就任した。
日本海軍の作戦指導書海戦要務令の作成に携わって対米作戦の改善を進め、対米作戦の完成者との評価もある。
後に、軍縮条約の影響による索敵・漸減・決戦構想について根本的な疑問を示し、高木惣吉は末次の研究の深さに感銘を受けている。また海軍艦艇は重武装のため友鶴事件を引き起こしているが、末次は事前にこの重武装を戒める警告を発していた。

### 潜水戦隊司令官

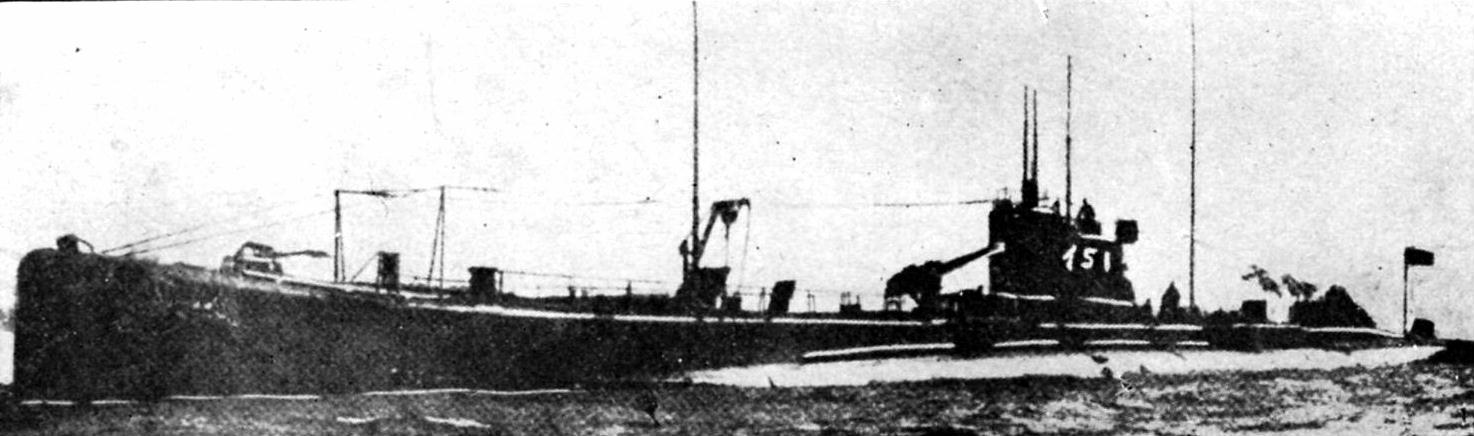
初代艦隊用潜水艦「海大I型」

日本の潜水艦は佐久間勉の殉職などを生みながら、未だ草創期にあったが、末次は漸減戦略の要となる潜水艦の強化を図り、1923年（大正12年）には自ら第一潜水戦隊司令官となり輪型陣突破の猛訓練を実施した。
同時に潜水艦の性能向上に努め、艦隊運動に策応できる長距離航海可能かつ高速性を備えた艦隊用潜水艦が開発された。演習で末次指揮下の潜水艦3隻が戦艦2隻を撃沈するなどの実績もあがり、六割海軍である日本海軍は米国艦隊との対決に成算を得ることができ、末次の声価は高まった。

### ロンドン海軍軍縮会議
1929年（昭和4年）、軍令部次長に進んでいた末次はロンドン海軍軍縮会議を迎えることとなる。なお当時の対米作戦計画の概要は次のようになっていた。

#### 艦隊派の理論的背景
末次らが「対英米7割論」を唱え、軍縮条約に三大原則を主張した点については理論的根拠があった。海上での戦闘行動が行われた場合、彼我の勢力比は静止状態の勢力の自乗(2乗)に正比例するというものである。
つまり、米国10対日本7の勢力比は、戦闘行動中は100対49（ほぼ2対1）となり、この比率であれば戦術的工夫で艦隊決戦の勝利を望み得る、というものである。これには7割未満の艦隊は敗北するという戦史上の裏づけもあった。
なお、7割論を戦史研究から導き出したのは秋山真之である。この理論を基礎とした七割論は説得力があり、対米十割でも米国との戦争はできないと主張していた石橋湛山なども条件付ながら認めていた。
同じ理由により、もし同一条件で10隻対7隻が戦闘した場合の残存艦は7隻対0隻となる。
こうした数字の現実が、末次を対米戦術に腐心させ、月月火水木金金と謳われた猛訓練を生んでいるのである。一方海軍部内には同じ理由で対米戦、まして対英米戦は不可能と考える将官たちも少なからずいた。
なお日露戦争以降、米国側でも日本を仮想敵国とした戦争計画が策定されており、同様に「日本側にとって70%の優位性は攻撃の成功にあたり必須であるだろう」と考えている。

#### 会議の経過
海軍は、上記の作戦計画から次の三大原則をもって臨んだ。優先事項は順位の通りである。なお、ここで言う補助艦とは「主力艦(主に戦艦)」と空母を除いた艦艇である。
1. 補助艦 対米比率7割
2. 潜水艦 現有戦力維持（7万8千トン）
3. 大型巡洋艦 対米比率7割

1930年（昭和5年）3月14日、米国側は対米6割前後の腹案であったが、若槻禮次郎、松平恒雄らの全権団による交渉の結果、
1. 補助艦 対米比率6割9分7厘5毛[12]
2. 潜水艦 日米同量 (5万8千トン)
3. 大型巡洋艦 対米比率6割

で妥協案が出来上がった。
3月17日、海軍は軍縮条約に不満があるという海軍当局の声明が夕刊に掲載されたが、海軍省が関知しないものであり、加藤寛治も知らないものであった。この声明により海軍部内に対立があることが表面化したが、声明をもらしたのは末次であった。政府は海軍側の意向を受けて軽巡洋艦及び駆逐艦を減らし、大型巡洋艦及び潜水艦の増加を求めるよう回訓した。
3月22日、全権団から会議決裂の覚悟がなければ、新提案は無益との回答が来る。
4月1日、首相・濱口雄幸は海軍首脳の岡田啓介、加藤寛治、山梨勝之進に了解を求める。海軍首脳は海軍の要望を受け入れることを条件に賛成し、同日午後の閣議で今後は航空兵力の増強に努める等の要望事項が了解され回訓発信となった。なお末次は海軍側の協議でこの回訓の発信に賛成している。末次はこの数日後、航空兵力増強策で海軍の意向を取りまとめた山梨に対し、「良いものを出してくれてよかった。そのへんで納まるよ」と語っている。
4月2日、末次は黒潮会（海軍省記者クラブ）に不穏文書を発表しようとして海軍省に抑えられる。このことは表面化しなかったが、末次は海軍省事務取扱でもあった濱口総理に呼ばれ回訓に沿って努力するよう求められる。末次は了承し、3月17日の声明につき直立不動で次のように謝罪した。
4月5日、貴族院議員との会合に出席した末次は秘密事項に触れ、それは文書となって一部に流出した。一連の行為は濱口の怒りを買い、政府内部で問題化した。海軍側では末次が公開の場で政治を語ったとして海軍省法務局で末次の処分が検討された。末次の行動は加藤寛治さえ持て余すものであった。
4月17日、末次は加藤寛治から戒告を受ける。なお4月から5月にかけて末次宛に機密費が集中して支出されており、政治家や右翼団体への工作費ではなかったかとの推測がある。
6月7日、昭和天皇に軍事の進講をした際、軍縮条約に強硬に反対する旨を述べた。これは既に軍縮条約締結に賛成した海軍省及び軍令部の方針に反するもので、天皇の不興を買った。
6月10日、末次、山梨勝之進はそれぞれ軍令部次長、海軍次官から更迭された。

#### 2厘5毛の差
ロンドン海軍軍縮条約による補助艦比率は、要求の対米7割(70%)に対して不足は僅か2厘5毛(0.25%)であった。このことはワシントン海軍軍縮条約に比べて、譲歩を勝ち取ったといえる。
にも関わらず、艦隊派が強硬に反対した理由としては、次のような点があった。
1. ワシントン海軍軍縮条約の結果、戦艦等の主力艦が既に対米6割になっていた。
2. 主力艦の代用となる大型巡洋艦が対米6割となった。
3. 漸減作戦の鍵となる潜水艦の所要量に不足した。

末次が強硬にロンドン海軍軍縮条約に反対した最大の理由は、潜水艦量に制限を加えられたためと推測されている。上述の通り対米作戦において潜水艦が担う索敵、漸減の役割は大きく、末次は自ら潜水艦部隊を作り上げてきた。末次にとって潜水艦は絶対量が必要であり、比率は無意味であったのである。
なお、第二次世界大戦では主力兵器となった航空機は、第一次世界大戦において兵器として活用が始まったばかりで技術的にも未発達であり、例えば零式艦上戦闘機が開発・配備されるのは十年以上後の1940年7月（昭和15年7月）のことだった。
当時の各国は海戦の勝敗を主力艦が握ると考えていた、いわゆる大艦巨砲主義の時代である。しかし当時の日本は、1905年のドレッドノート完成による既存艦艇の陳腐化とそれを補うための建艦競争の激化に加えて、1923年に発生した関東大震災からの復興対応と1929年に起こった世界恐慌による経済的苦境にあり、更に日露戦争の戦費調達の為に発行した外債約1億3,000万ポンド（約13億円弱）の借り換え時期を控えていた。
七割論は艦隊派、条約派を問わず支持するところであったが、日米の国力差を考慮すれば軍縮条約が必要であるとするのが、岡田啓介、山梨勝之進、堀悌吉ら条約派であり、加藤友三郎の次の言葉がその考えを象徴している。

#### 条約批准
軍縮条約締結後も批准のためには帝国議会の承認、軍事参議院の同意、枢密院への諮詢が必要であり、末次ら艦隊派は統帥権干犯を唱え反対を続けた。それまで憲法を研究したことのなかった海軍にあって、末次らが統帥権を取り上げたのは、政権奪取を図る野党政友会の影響があったとされる。末次は同党幹事長で策士といわれた森恪とつながっていた。
加藤寛治は海軍部内で神聖視されていた東郷平八郎に働きかけ、東郷は軍縮条約反対に回り、また伏見宮博恭王も反対であった。
軍令部の反対にも関わらず政府が条約を結んだこと、また、軍令部長である加藤の上奏の順序が政府の上奏の後回しになったことなどが統帥権干犯であるとして、政府攻撃を行ったのが犬養毅・鳩山一郎らの政党政治家であり、後に墓穴を掘ったと評されることとなる。
草刈英治の自決や、加藤寛治の帷幄上奏による軍令部長辞任、外相・幣原喜重郎の失言など事態は混迷し、一時は批准が難しい事態になったが、濱口総理の強硬姿勢と宮中関係、財界、言論界の支持があり、1930年（昭和5年）10月2日にロンドン海軍軍縮条約は批准された。

#### 軍縮会議の影響
ロンドン海軍軍縮条約を巡る紛糾は海軍部内の分裂を招き、戦前の日本の針路に大きな影響を及ぼした。具体的には次のような影響が指摘されている。
- 1931年（昭和6年）、濱口総理暗殺[注 10]。
- 1932年（昭和7年）、五・一五事件において海軍青年将校らによる犬養総理の暗殺を招き、政党政治の終焉を迎えた。
- 1933年（昭和8年）、艦隊派が主導した大角人事によって条約派将官の山梨勝之進、堀悌吉らが予備役となった。また、「軍令部令」[注 11]及び「省部互渉規定」改正によって海軍省の権限が弱体化し、軍令部の影響力が強まった。
- 1936年（昭和11年）、二・二六事件において陸軍青年将校らによって重臣達が襲撃された理由となった。
- 統帥権を主張する軍部の影響力が強まった。

こうしたことから、ロンドン海軍軍縮条約は太平洋戦争の要因にも数えられている。また副次的には財部彪が失脚し、海軍創設以来の薩の海軍がその実体を失うこととなった。
なお、五・一五事件を起こした海軍青年将校に末次の影響があったともいわれる。指導者であった藤井斉は、信頼する海軍軍人として末次を挙げ、また実行者は理由に統帥権干犯を挙げている。米内光政は扇動したのは末次だと考えていた。
また、末次は二・二六事件において、海軍兵力による反乱部隊鎮圧に賛成している。

### 第二艦隊司令長官
1931年（昭和6年）9月に満州事変が生起した際、末次は第二艦隊司令長官に就任。続いて発生した第一次上海事変では戦闘区域に民家があったが、艦砲射撃を実施した。
末次が事態を拡大することが危惧され、第三艦隊が編成され、野村吉三郎が司令長官に任命された。

### 連合艦隊司令長官
1933年（昭和8年）11月15日、海軍兵科将校の最高の憧れであった連合艦隊司令長官に就任した。
海軍青年将校はその就任を大歓迎したという。また連合艦隊司令長官は国民の間に人気がある職位であったが、末次の人気は歴代長官中、東郷平八郎に次ぐものであった。末次には犯し難い威厳があったとされ、長官としては夜戦を重視した猛訓練を施してその戦力を向上させ、小柳冨次はその程度を極度としている。
連合艦隊司令長官在職中、南雲忠一らが集めた軍縮条約から脱退を求める署名を海軍大臣・大角岑生に提出し、また伏見宮にも取り次いでいる。伏見宮は加藤寛治と末次に注意を与えた。また軍事参議官として迎えた軍縮条約の延長問題に対しては、無条約無拘束を最上とし、次善の策として各国の最高軍備の限度を共通とすることを主張した。
最終的に日本は軍縮条約から脱退したが、米国で両洋艦隊法が成立したことによって日本は対米6割の維持もできなくなった。このことは太平洋戦争の開戦決定前に実務を担っていた海軍省、軍令部の中堅に影響を与えている。

### 内閣参議
右翼的傾向があり、国家主義者でもあった末次は、連合艦隊司令長官の頃から政治的野心を持ち始めたといわれ、平沼騏一郎・松岡洋右・近衛文麿と交流を持ち次第に政治力を強めていった。
陸軍では当初、荒木貞夫、真崎甚三郎ら皇道派とつながりがあったが、のちに林銑十郎と親密な関係にあった。国家革新を必要とする考えを持っていた近衛が新党結成を目指した際、末次はその相談役となった。近衛新党結成運動はのち大政翼賛会に結実する。末次は大政翼賛会中央協力会議議長、東亜建設国民連盟会長、スメラ学塾長を務めた。
1937年（昭和12年）2月の林内閣成立時、末次は林銑十郎から海軍大臣就任の要請を受け了承したが、海軍人事に影響力があった伏見宮博恭王の信頼を失っており、海軍大臣・永野修身は海軍次官・山本五十六が推した米内光政を後任に選ぶ。
同年6月、近衛文麿は初の組閣に際し、末次の内閣参議就任を要望する。この時、末次は「軍令部総長になれるなら、内閣参議は断る」と海軍省人事局長・清水光美を通じて米内に伝言していたが、現職の軍令部総長は皇族の伏見宮であり、伏見宮は末次に後を譲る気はなかった。また海軍の政治に関わるのは海軍大臣のみとする伝統から、10月15日に米内は末次を予備役に編入する。なお両人の個人的関係は険悪であった。後に末次は米内内閣成立時に内閣参議を辞任している。

### 内務大臣

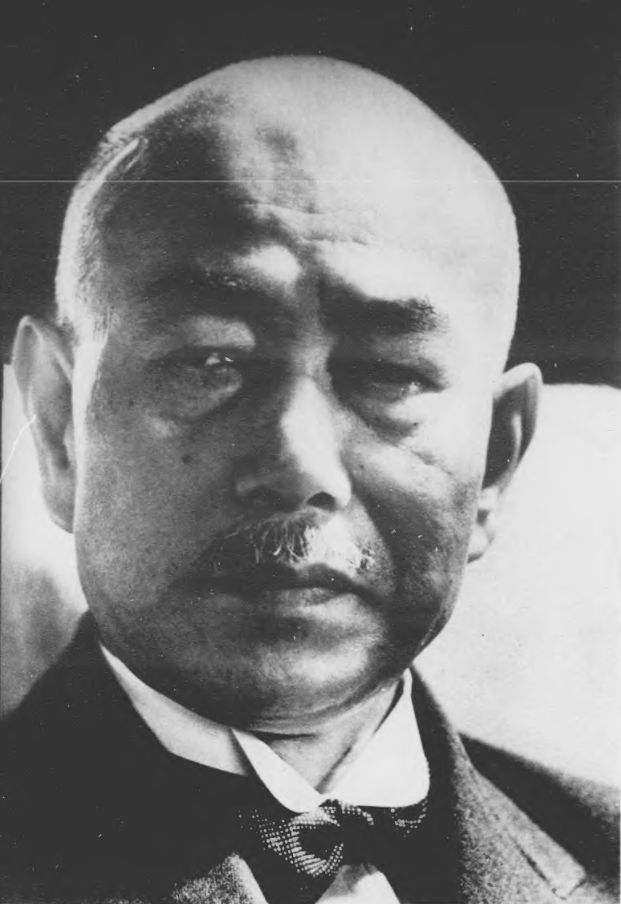
内務大臣当時の末次

第1次近衛内閣では、内閣参議から内務大臣に就任した。秘書官は二・二六事件後に予備役に編入された山下知彦である。治安の最高責任者たる内務大臣に末次を据えることに反対の声もあったが、近衛には末次を支援する右翼団体や国粋主義者を取り込み安定した政治基盤を築く意図があった。しかし近衛や木戸幸一には末次を制御することはできなかった。
その一例が、日中戦争終結を目指したトラウトマン工作の拒絶であり、蔣介石を対手とせずという近衛声明を出すよう主張した。対米、対英、対ソ強硬論を唱え、また金融を国営化すべしとの論陣を張る。こうした末次の態度は宮中、財界、一部軍部にも不評であった。なお末次は日独伊三国軍事同盟に賛成であった。国内政策としては、内務省土木局に砂防専門部署を設け砂防事業の発展に貢献した。

### 内閣参議
1939年（昭和14年）、第1次近衛内閣退陣後に首班となった平沼騏一郎は、末次と一心同体と見られていたが、平沼は末次を内相に留任させず内閣参議にとどめた。第3次近衛内閣で日米和戦の決定が迫られる中、近衛は日本の軍事能力への疑問から、末次に軍事的見通しを問いかけている。
末次は次のように回答した。
この見通しは太平洋戦争の実相から程遠いものではあるが、当時の軍務局第一課長、作戦課長らが加わった海軍国防政策委員会・第一委員会の見通しと同様であった。

### 総理候補

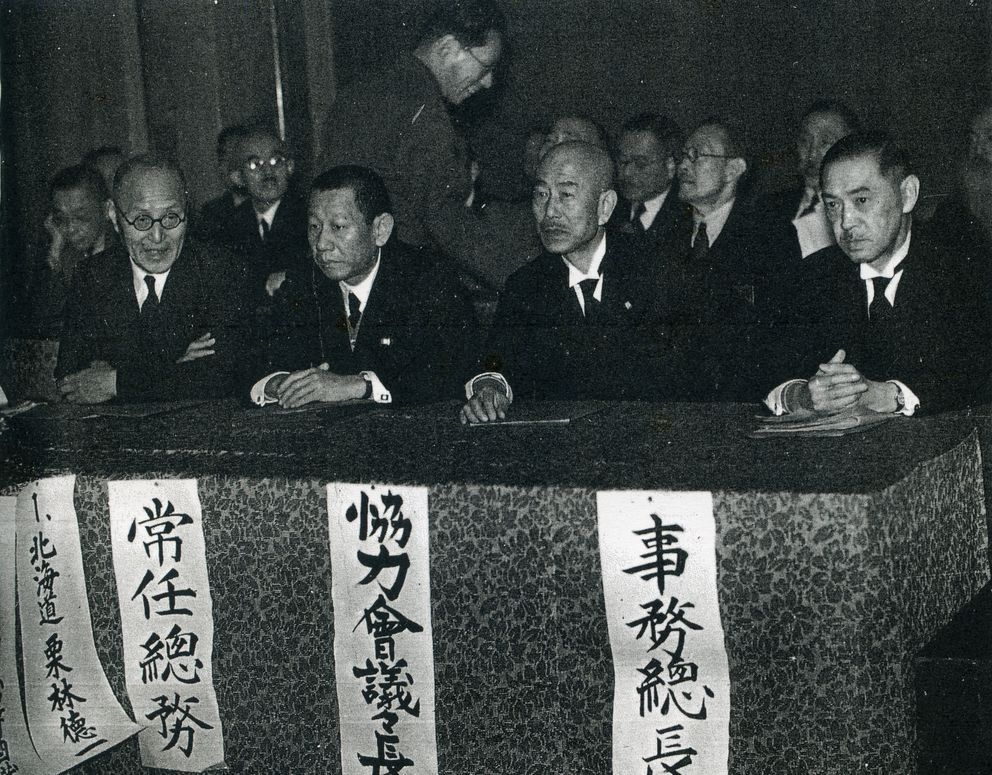
大政翼賛会中央協力会議議長当時。左2人目から橋本欣五郎、末次信正、有馬頼寧

1941年（昭和16年）、第3次近衛内閣が退陣した際に全国治水砂防協会会長であった末次は総理候補との噂が流れた。事実、海軍省調査課長の高木惣吉や矢部貞治らが末次首班実現に動いていた。
また陸軍省軍務局の予想していた首班筆頭候補も末次であった。
対米戦争となれば軍事的主役は海軍であり、内務大臣の閲歴を持つ海軍大将、枢軸派、そして日米開戦論者である末次が首班となることは蓋然性があった。しかし昭和天皇を始めとする宮中関係者は、末次と右翼団体とのつながりを危惧しており、末次への信任はなかった。
重臣会議で末次を推すものもなく、内大臣・木戸幸一が推した東條英機が首班に指名された。末次は落胆したという。
東條内閣により「帝国国策遂行要領」の再検討が行われた後も国策に変更はなく、1941年（昭和16年）12月8日、日本海軍は真珠湾攻撃を実施した。

### 軍令部総長候補
山本五十六、古賀峯一、2人の連合艦隊司令長官が戦死・殉職する悪化した戦局のなか、末次は教育局長の高木惣吉に東條内閣の倒閣に協力することを約束し、嶋田繁太郎を問い詰め回答不能に追い込んでいる。予備役となって7年あまり経っているこの時期にも、末次は戦局に対し優れた見識を見せていた。
戦争終結を意図していた岡田啓介は、海軍大臣兼軍令部総長・嶋田繁太郎を更迭することで東條内閣倒閣の契機を掴もうと図り、米内を海軍大臣に末次を軍令部総長として現役復帰させることを提案した。岡田にとっては、米内の海軍大臣就任が眼目であったが、米内の円満な復帰のため末次の系統へも配慮したのである。また末次の手腕に期待する海軍部内の空気もあった。石川信吾、高橋三吉のお膳立てもあり、両人の引き合わせが実現。末次、米内は協力を約束した。末次はサイパン島奪回に熱意を示していたという。
米内の現役復帰と海軍大臣就任が実現した後、米内は末次の軍令部総長就任に向けて意気込んだが、伏見宮をはじめとする海軍首脳と陸軍の強い反対のため実現しなかった。末次本人の急病もあったが、昭和天皇も反対であった。

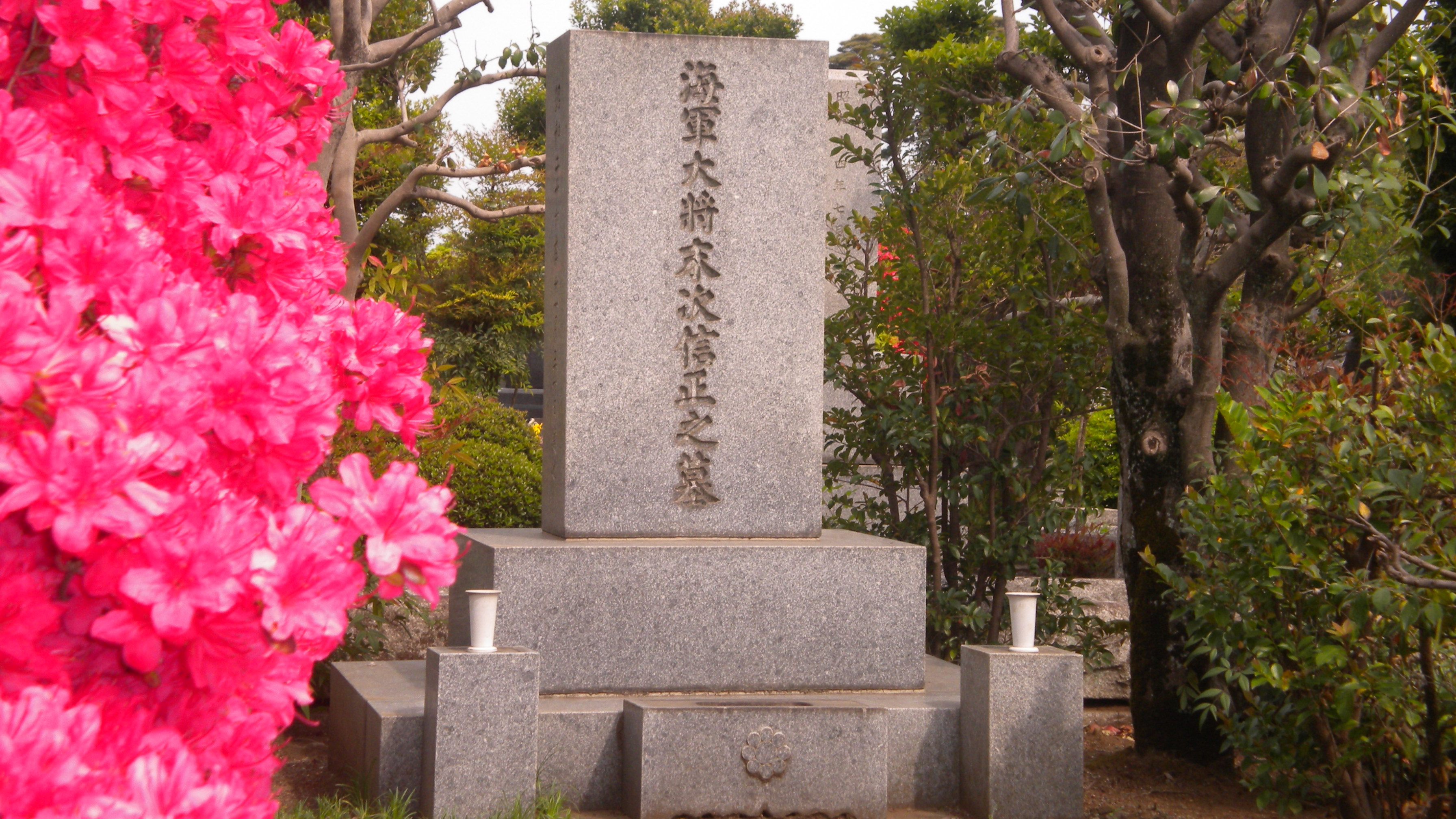
海軍大将 末次信正之墓

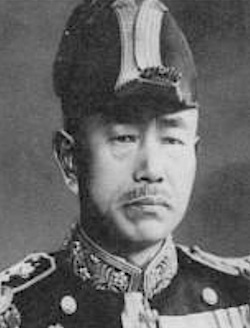
礼装した末次

1944年（昭和19年）12月29日、薨去。墓所は多磨霊園にある。

## 人物
兵たちには猛訓練を強いる鬼と恐れられる一方、自ら潜水艦に乗り込んで陣頭に立つ有言実行の指揮官として将兵から強い信頼を受けていた。またいわゆる海軍機関科問題で兵科より軽視されていた機関科将兵の不満が鬱積し、ストライキや反抗の懸念が表れた際には、幕僚が説得に尻込みする中、自ら海軍機関学校を訪ね忍耐強く説得した。日本海軍が理想の指揮官像とした指揮官先頭を実践していたのである。その指揮ぶりは自信に溢れ部下を心服させるものであった。公務には厳しかったが、酒席では部下に胸襟を開いてみせた。戦後、批判的な評価を受ける末次だが、批判側も末次が指揮官として優秀であることは認めるところである。
末次はワシントン海軍軍縮会議の際、米国の対応に日本は圧迫されたと考え、米国に強い不信感を抱いていた。ロンドン海軍軍縮会議における行動もその不信感が根底となっている。
なお艦隊派は対米強硬派ではあるが、必ずしも対米戦争を望んでいた訳ではない。しかし末次は満蒙の確保が日本海軍の最大の任務であるとし、そのため米国を排除することが必要であるとして、公然と英米打倒論を唱えており、対米強硬派の雄なる存在であった。

### 評価
軍令面での高い評価に対し、軍政面における評価は低い。
加藤寛治らとともに艦隊派の中心人物で軍縮条約に強硬に反対したが、海軍部内の統制を乱す行動があり、また統帥権干犯問題を惹起した1人であるとされる。
ロンドン海軍軍縮条約反対派の中心は軍令部長の加藤寛治であるとみられていたが、実際は末次が艦隊派の中心であるという見方もある。岡田啓介は末次を警戒し、元老・西園寺公望の秘書・原田熊雄は西園寺に対し、宮中関係者から不安視されていた真崎甚三郎になぞらえて報告している。また昭和天皇はこの時の末次の言動に不信感を抱いていた。一方軍縮条約に不満を募らせる海軍軍人、国家革新を唱える陸海軍将校、右翼団体、右派政治家などからは支持を受けた。
影山好一郎（現軍事史学会副会長）は末次について、「その海軍に占める役割の理解なしには近現代史の実像を掌握することはできない」としている。
井上成美は末次について、「中佐ぐらいまでの人」としている。

### 親族
末次の嗣子・信義は駆逐艦「若葉」艦長としてキスカ島撤退作戦に参加した後、第二艦隊の水雷参謀に就任。大日本帝国海軍最後の艦隊戦(坊ノ岬沖海戦)に加わり戦死し、海軍中佐に進んだ。
遠縁に哲学者の小島威彦がおり、小島が1940年に創設したオカルト団体・スメラ学塾の塾頭についた。

## 著書
- 『非常時局と国防問題』朝日新聞社、1934年
- 『軍縮決裂と我等の覚悟』楠公会総本部、1936年
- 『国防の本義と軍縮問題』軍人会館事業部、1936年
- 『長期戦と国民の覚悟』国民精神総動員中央聯盟、1938年
- 『世界動乱の意義と皇国の使命』東亜建設国民聯盟事務局、1940年
- 『世界戦と日本』平凡社、1940年
- 『新体制と国防問題』大政翼賛会宣伝部、1940年
- 『日本の国防的地位』東亜建設国民聯盟事務局、1940年
- 『日本とナチス独逸』アルス、1940年
- 『日米危機とその見透し』新経済情報社、1941年
- 『大東亜戦の本質と戦局の前途』大日本翼賛壮年団本部、1942年

## 年譜
| 西暦   | 元号     | 日付     | 末次の動向                                 |                                                                                          | 世界の出来事 |
| ------ | -------- | -------- | ------------------------------------------ | ---------------------------------------------------------------------------------------- | ------------ |
| 1880年 | 明治13年 | 06月30日 | 誕生                                       |                                                                                          |              |
| 1896年 | 明治29年 | 11月09日 | 海軍兵学校入校                             |                                                                                          |              |
| 1899年 | 明治32年 | 12月16日 | 海軍少尉候補生                             | 北清事変発生                                                                             |              |
| 1900年 | 明治33年 | 08月10日 | 富士乗組                                   |                                                                                          |              |
| 1900年 | 明治33年 | 12月06日 | 松島乗組                                   |                                                                                          |              |
| 1901年 | 明治34年 | 01月18日 | 海軍少尉、済遠乗組                         |                                                                                          |              |
| 1902年 | 明治35年 | 10月06日 | 海軍中尉                                   | シベリア鉄道完成                                                                         |              |
| 1902年 | 明治35年 | 11月25日 | 竹敷要港部第3水雷艇隊附                    | シベリア鉄道完成                                                                         |              |
| 1903年 | 明治36年 | 09月14日 | 第5艇隊附                                  | ライト兄弟初飛行、アメリカパナマ運河地帯租借                                             |              |
| 1903年 | 明治36年 | 09月26日 | 比叡分隊長心得                             | ライト兄弟初飛行、アメリカパナマ運河地帯租借                                             |              |
| 1904年 | 明治37年 | 01月14日 | 磐城分隊長心得                             | 日露戦争開戦                                                                             |              |
| 1904年 | 明治37年 | 07月13日 | 海軍大尉、磐城分隊長                       | 日露戦争開戦                                                                             |              |
| 1905年 | 明治38年 | 12月12日 | 高千穂砲術長                               | 日本海海戦                                                                               |              |
| 1906年 | 明治39年 | 09月28日 | 海大乙種学生                               | 南満州鉄道設立、弩級戦艦ドレッドノート進水                                               |              |
| 1907年 | 明治40年 | 04月23日 | 砲術学校高等科学生                         | サンフランシスコで排日暴動発生                                                           |              |
| 1907年 | 明治40年 | 09月28日 | 砲術学校教官兼分隊長                       | サンフランシスコで排日暴動発生                                                           |              |
| 1908年 | 明治41年 | 04月20日 | 海大甲種学生                               | 高平・ルート協定                                                                         |              |
| 1909年 | 明治42年 | 10月11日 | 海軍少佐                                   | アメリカ真珠湾を海軍根拠地へ指定                                                         |              |
| 1909年 | 明治42年 | 12月01日 | 肥前砲術長                                 | アメリカ真珠湾を海軍根拠地へ指定                                                         |              |
| 1910年 | 明治43年 | 12月01日 | 砲術学校教官                               | 韓国併合、超弩級戦艦オライオン進水                                                       |              |
| 1911年 | 明治44年 | 09月21日 | 常磐砲術長                                 | 大逆事件、カリフォルニア排日問題発生                                                     |              |
| 1912年 | 明治45年 | 04月20日 | 軍令部参謀                                 | 辛亥革命                                                                                 |              |
| 1912年 | 明治45年 | 06月05日 | 軍令部参謀兼海大教官                       | 辛亥革命                                                                                 |              |
| 1913年 | 大正02年 |          |                                            | 陸海軍大臣を予備役に拡大                                                                 |              |
| 1914年 | 大正03年 | 06月03日 | 軍令部参謀兼海大教官兼教育本部員           | 第一次世界大戦                                                                           |              |
| 1914年 | 大正03年 | 09月01日 | 英国駐在                                   | 第一次世界大戦                                                                           |              |
| 1914年 | 大正03年 | 12月01日 | 海軍中佐                                   | 第一次世界大戦                                                                           |              |
| 1916年 | 大正05年 | 05月23日 | 命帰朝                                     | ユトランド沖海戦                                                                         |              |
| 1916年 | 大正05年 | 09月01日 | 軍令部出仕                                 | ユトランド沖海戦                                                                         |              |
| 1916年 | 大正05年 | 12月01日 | 海大教官                                   | ユトランド沖海戦                                                                         |              |
| 1917年 | 大正06年 | 12月01日 | 第一艦隊参謀                               | ロシア革命、石井・ランシング協定                                                         |              |
| 1918年 | 大正07年 | 09月01日 | 連合艦隊参謀兼第一艦隊参謀                 | 米騒動、シベリア出兵                                                                     |              |
| 1918年 | 大正07年 | 10月15日 | 第一艦隊参謀                               | 米騒動、シベリア出兵                                                                     |              |
| 1918年 | 大正07年 | 12月01日 | 海軍大佐、筑摩艦長                         | 米騒動、シベリア出兵                                                                     |              |
| 1919年 | 大正08年 | 08月05日 | 軍令部作戦課長兼海大教官                   | ヴェルサイユ条約調印                                                                     |              |
| 1921年 | 大正10年 | 09月27日 | ワシントン会議次席随員                     | 原敬暗殺、九カ国条約                                                                     |              |
| 1922年 | 大正11年 | 12月01日 | 軍令部作戦部長心得                         | アメリカ日本人帰化禁止宣告                                                               |              |
| 1923年 | 大正12年 | 12月01日 | 海軍少将、第一潜水戦隊司令官               | 関東大震災、虎ノ門事件                                                                   |              |
| 1925年 | 大正14年 | 12月01日 | 軍令部出仕兼海大教官                       | 治安維持法公布、五・三〇事件                                                             |              |
| 1926年 | 大正15年 | 07月26日 | 教育局長                                   | 蔣介石北伐開始                                                                           |              |
| 1927年 | 昭和02年 | 12月01日 | 海軍中将                                   | 金融恐慌、蔣介石南京政府樹立                                                             |              |
| 1928年 | 昭和03年 | 12月10日 | 軍令部次長                                 | 済南事件、張作霖爆殺事件                                                                 |              |
| 1929年 | 昭和04年 |          |                                            | 世界恐慌、鈴木貫太郎侍従長に、加藤寛治軍令部長に                                         |              |
| 1930年 | 昭和05年 | 06月10日 | 軍令部出仕                                 | ロンドン海軍軍縮条約批准、濱口雄幸首相狙撃される                                         |              |
| 1930年 | 昭和05年 | 12月01日 | 舞鶴要港部司令官                           | ロンドン海軍軍縮条約批准、濱口雄幸首相狙撃される                                         |              |
| 1931年 | 昭和06年 | 12月01日 | 第二艦隊司令長官                           | 三月事件、満州事変、十月事件                                                             |              |
| 1933年 | 昭和08年 | 11月15日 | 連合艦隊司令長官兼第一艦隊司令長官         | 国際連盟脱退                                                                             |              |
| 1934年 | 昭和09年 | 03月30日 | 海軍大将                                   | ワシントン海軍軍縮条約廃棄通告                                                           |              |
| 1934年 | 昭和09年 | 11月15日 | 横須賀鎮守府司令長官                       | ワシントン海軍軍縮条約廃棄通告                                                           |              |
| 1935年 | 昭和10年 | 12月02日 | 軍事参議官                                 | 天皇機関説問題、国体明徴声明、ドイツ再軍備宣言                                           |              |
| 1936年 | 昭和11年 |          |                                            | ロンドン海軍軍縮条約脱退、二・二六事件、軍部大臣現役武官制復活                           |              |
| 1937年 | 昭和12年 | 10月15日 | 予備役編入、第一次近衛内閣で内閣参議に     | 盧溝橋事件、日独伊防共協定                                                               |              |
| 1937年 | 昭和12年 | 12月14日 | 第一次近衛内閣改造で内務大臣に             | 盧溝橋事件、日独伊防共協定                                                               |              |
| 1939年 | 昭和14年 | 01月05日 | 第一次近衛内閣総辞職                       | ノモンハン事件、アメリカ日米通商航海条約廃棄通告、第二次世界大戦勃発                     |              |
| 1939年 | 昭和14年 | 01月20日 | 平沼内閣で内閣参議に、続く阿部内閣でも留任 | ノモンハン事件、アメリカ日米通商航海条約廃棄通告、第二次世界大戦勃発                     |              |
| 1940年 | 昭和15年 | 01月23日 | 米内内閣発足とともに内閣参議を依願免官     | 大政翼賛会発足、日独伊三国軍事同盟、北部仏印進駐                                         |              |
| 1941年 | 昭和16年 |          |                                            | 南部仏印進駐、対日石油全面禁輸、真珠湾攻撃                                               |              |
| 1944年 | 昭和19年 | 12月29日 | 死去                                       | サイパン守備隊全滅、米内光政小磯内閣の海相に、及川古志郎軍令部総長に、井上成美海軍次官に |              |

## 栄典
位階
- 1901年（明治34年）4月20日 - 正八位[58]
- 1902年（明治35年）12月25日 - 従七位[59]
- 1904年（明治37年）8月30日 - 正七位[60]
- 1909年（明治42年）10月20日 - 従六位[61]
- 1914年（大正3年）11月10日 - 正六位[62]
- 1919年（大正8年）1月10日 - 従五位[63]
- 1924年（大正13年）1月21日 - 正五位[64]
- 1927年（昭和2年）12月28日 - 従四位[65]
- 1931年（昭和6年）12月15日 - 正四位[66]
- 1934年（昭和9年）3月15日 - 従三位[48][67]
- 1937年（昭和12年）4月1日 - 正三位[48][68]
- 1944年（昭和19年）12月29日 - 従二位[48][69]

勲章等
- 1905年（明治38年）11月30日 - 勲六等瑞宝章[70]
- 1906年（明治39年）4月1日 - 勲五等双光旭日章・明治三十七八年従軍記章[71]
- 1912年（明治45年）5月24日 - 勲四等瑞宝章[72]
- 1915年（大正4年）11月7日 - 勲三等旭日中綬章・大正三四年従軍記章[73]
- 1920年（大正9年）11月1日 - 戦捷記章[74]
- 1926年（大正15年）7月22日 - 勲二等瑞宝章[75]
- 1931年（昭和6年）10月31日 - 金杯一個[48]
- 1934年（昭和9年）1月9日 - 勲一等瑞宝章[48][76]
- 1934年（昭和9年）4月29日 - 旭日大綬章[48]
- 1940年（昭和15年）8月15日 - 紀元二千六百年祝典記念章[77]
- 1944年（昭和19年）12月29日 - 銀杯一組[78]